# Planta solar Waldpolenz
El Parque Solar Waldpolenz es una central fotovoltaica de 52 megavatios (MW) construida por el promotor y operador alemán Juwi en una antigua base aérea militar cerca de Leipzig, en el este de Alemania. Cuando se completó a finales de 2008, fue el parque solar de capa fina más grande del mundo utilizando módulos CdTe.
Inicialmente, la capacidad de la planta solar era de 40 MWp, consistente en 500.000 paneles solares de última generación suministrados por el fabricante estadounidense First Solar, y generó 40.000 MWh de electricidad al año. El parque solar se amplió con otros 153.650 paneles, también suministrados por First Solar, hasta una capacidad final de 52 MWP en 2011.
La instalación está situada en el distrito de Leipzig, en el estado de Sajonia, en el este de Alemania, construido en la mitad de las 220 ha1 220 hectáreas de la localidad en los municipios de Brandis y Bennewitz. Los costes de inversión del parque solar Waldpolenz han ascendido a unos 130 millones de euros.